# Hochfeld (Mitterfels)
Hochfeld war ein amtlicher Ortsteil von Mitterfels im niederbayerischen Landkreis Straubing-Bogen. Die ehemalige Einöde ist heute im Ort Mitterfels aufgegangen.

## Lage
Heute ist Hochfeld eine Ortslage im Südwesten von Mitterfels, südlich der Staatsstraße 2140 und nördlich der Kreisstrasse SR 6, dort wo heute die Straße Hochfeldring verläuft.

## Geschichte
Bis zu deren Auflösung im Jahr 1876 war Hochfeld ein Gemeindeteil der Gemeinde Scheibelsgrub. Die letztmalige Erwähnung in den amtlichen Ortsverzeichnissen für Bayern erfolgte mit den Volkszählungsdaten von 1961 für den Gebietsstand 1. Oktober 1964.

### Einwohnerentwicklung
| Jahr      | 1838 | 1860 | 1861 | 1871 | 1875 | 1885 | 1900 | 1925 | 1950 | 1961 |
| --------- | ---- | ---- | ---- | ---- | ---- | ---- | ---- | ---- | ---- | ---- |
| Einwohner | 7    | 7    | 7    | 3    | 2    | 6    | 4    | 7    | 4    | 5    |